# (962) Аслог
(962) Аслог (лат. Aslög) — астероид главного пояса астероидов, принадлежащий к спектральному классу S. Астероид был открыт 25 октября 1921 года немецким астрономом Карлом Рейнмутом в обсерватории Хайдельберг-Кёнигштуль, Германия и назван в честь скандинавской мифологической королевы Аслауг, которая упоминается в Младшей Эдде.

## Орбита
Астероид располагается во главном поясе на расстоянии 2.6-3.2 а. е. от Солнца. Его орбита имеет эксцентриситет 0,1 и наклон 2,6° относительно эклиптики. Параметры орбиты характерны для астероидов небольшого семейства Корониды, к которому Аслог и причисляют.

## Физические характеристики
Согласно классификации Толена, Аслог принадлежит к кремниевым астероидам класса S, что типично для астероидов семейства Корониды.
На основании кривых блеска вычислен период вращения равный 5,465 часа. Амплитуда яркости составила 0,21 звёздной величины, что говорит о неправильной форме астероида.
Отражающая способность астероида по данным исследований, проведённых инфракрасными спутником Akari, равна 0.19. Исходя из яркости и альбедо, рассчитан диаметр астероида, который равен 15.16 км.